# Бунин, Валерий Иванович
Валерий Иванович Бунин — заслуженный тренер СССР, старший тренер национальной команды Республики Беларусь по прыжкам.

## Биография
Валерий Бунин занимался бегом на 110 метров с барьерами, после окончания института получил приглашение и стал работать в ДЮСШ с легкоатлетами. В 1977 году его первый ученик Геннадий Валюкевич установил рекорд и стал чемпионом Европы среди юниоров, тогда Бунин понял, что тренерскую профессию выбрал правильно. Успех к Валюкевичу пришел потому, что он много работал, а тренер внушал, что он обязательно сможет стать чемпионом.
Валерий Бунин был одним из тренеров Жанны Гуреевой и по её словам, именно в период их тренировок у неё результаты были лучше всего. Валерий Бунин всегда говорил спортсмену, что и как ему делать, и по словам Гуреевой, она ему абсолютно доверяла, и понимала, что ей не нужно обдумывать самой тренировочные моменты. Бунин тренировал Жанну Гурееву с 1987 по 1998 году до своего отъезда за границу, в это время спортсменка стала мастером спорта и мастером спорта международного класса.
Среди его воспитанников — серебряный призёр Олимпиады 1998 года Игорь Лапшин, Елена Белевская, которая смогла установить рекорд Беларуси, и спортсмен Геннадий Валюкевич, который смог стать рекордсменом мира.
В 2015 году в Минске подопечная Бунина Александра Никитина заняла второе место в тройном прыжке на международных соревнованиях по легкой атлетике «Призы Олимпийских чемпионов». Среди его учеников — Владимир Коробкин, который завоевал второе место на чемпионате Республики Беларусь по легкой атлетике в помещении в 2016 году.